# نادي الدير
نادي الدير الرياضي هو فريق كرة قدم عراقي مقره في منطقة الدير، البصرة، تم تأسيسه في 1994، يلعب في الدوري العراقي الدرجة الثانية.

## روابط خارجية
- نادي الدير على Goalzz.com
- أندية العراق - تواريخ التأسيس